# Брняц, Николина
Николина Брняц (хорв. Nikolina Brnjac; род. 11 июля 1978, Карловац) — хорватский государственный деятель. Член Хорватского демократического содружества. Депутат Европейского парламента с 2024 года. Министр туризма и спорта Хорватии (2020—2024).

## Биография
Родилась 11 июля 1978 года в Карловаце, в Социалистической Федеративной Республике Югославия (СФРЮ).
В 1996 году поступила на факультет транспорта и дорожного движения Загребского университета, который окончила в 2002 году. В 2005 году получила степень магистра, в 2009 году — докторскую степень (кандидата наук). В 2002—2010 годах работала ассистентом на факультет транспорта и дорожного движения Загребского университета, в 2010—2017 годах заведовала кафедрой интермодальных перевозок. В 2016 году получила звание доцента. Опубликовала два учебника для вузов: «Инженерно-технологические расчёты на железнодорожном транспорте» (2009) и «Интермодальные транспортные системы» (2012). Автор более 50 научных работ и профессиональных статей в области интермодальных перевозок и логистики в национальных и международных журналах. Являлась членом оргкомитета международных научных конференций в области транспорта и логистики: «Ports and Waterways» (POWA) в 2007—2011 годах и ZIRP в 2014, 2015 и 2017 годах, а также членом научного комитета конференции Transport and Insurance Law (INTRANSLAW) в 2015 и 2017 годах. В 2015 году — вице-президент Ассоциации интермодальных перевозок и логистики Торговой палаты Хорватии.
В 2017 году назначена государственным секретарём в Министерстве моря, транспорта и инфраструктуры Хорватии, в 2019 году — государственным секретарём по сотрудничеству с Европейским парламентом в Министерстве иностранных и европейских дел Хорватии. Представляла Хорватию в период председательства в Совете Европейского союза (с 1 января по 30 июня 2020 года).
Получила портфель министра туризма и спорта Хорватии во втором кабинете Андрея Пленковича, сформированном по результатам парламентских выборов в Хорватии 5 июля 2020 года. Состав правительства 23 июля одобрен парламентом Хорватии (Хорватским сабором).
По результатам выборов 2024 года избрана депутатом Европейского парламента.
Владеет английским и немецкими языками.

## Личная жизнь
Замужем, мать двоих детей.